# Nokia Lumia 2520
Nokia Lumia 2520 - это планшетный компьютер на базе Windows RT, изначально разработанный компанией Nokia. Это первый и единственный планшет Nokia на базе Windows, а также первый планшет компании с момента выпуска линейки Nokia Internet Tablet. Разделяя дизайн и маркетинг с серией Windows Phone продуктов Nokia Lumia, устройство оснащено четырёхъядерным чипом Snapdragon 800 с поддержкой 4G LTE, 10,1-дюймовым (26 см) дисплеем 1080p и дополнительной док-станцией "Power Keyboard", добавляющей дополнительную ёмкость аккумулятора, USB-порты и физическую аппаратную клавиатуру. После периода спекуляций и утечек, Lumia 2520 была официально представлена 22 октября 2013 года и выпущена в Северной Америке 21 ноября 2013 года.
Модель 2520 получила в основном положительные отзывы, в которых хвалили ее дизайн, дисплей, а также то, что это первый планшет на Windows RT, предлагающий сотовую связь (хотя вскоре появилась такая возможность в Surface 2 от Microsoft). Однако устройство также подверглось критике за отсутствие доступного программного обеспечения для операционной системы (из-за неспособности Windows RT запускать полноценные настольные программы Windows), а также за дизайн док-станции для клавиатуры.
С апреля 2014 года устройство поддерживалось и продавалось компанией Microsoft Mobile. Nokia Lumia 2520 была снята с производства компанией Microsoft 2 февраля 2015 года, став последним устройством на базе Windows RT, через месяц после прекращения производства Surface 2.
После того как телефонный бизнес Nokia был продан Microsoft, Nokia начала выпускать Nokia N1. Nokia N1 в конечном итоге стал преемником бывшего телефона Nokia Lumia 2520.
В сентябре 2017 года компания HMD Global получила права на патент на дизайн Lumia 2520.

## Разработка и выпуск
В середине августа 2013 года начали просачиваться подробности о планшете с Windows RT, производимом компанией Nokia под кодовым названием "Sirius", который имел 10,1-дюймовый (26 см) экран, поддержку LTE и дизайн, похожий на серию Windows Phone устройств Lumia от Nokia. В октябре 2013 года в прессу просочился рендер, на котором он был обозначен как "Lumia 2520". Lumia 2520 была официально представлена во время пресс-конференции Nokia 22 октября 2013 года на мероприятии Nokia World в Абу-Даби, где также были представлены Nokia Lumia 1320 и Lumia 1520 под управлением Windows Phone 8. Устройство является первым планшетным устройством Nokia на базе Microsoft Windows и ее первым планшетным продуктом со времен линейки Internet Tablet.
Lumia 2520 была впервые выпущена в Соединенных Штатах компанией Verizon Wireless 21 ноября 2013 года. В США версии под брендом оператора были выпущены компаниями Verizon и AT&T. Модель Verizon Wireless отличается только использованием различных диапазонов LTE и отсутствием поддержки сетей GSM, в отличие от международной версии и версии AT&T. Версия Lumia 2520 без Wi-Fi не выпускалась.
В апреле 2014 года компания Nokia отозвала дорожное зарядное устройство AC-300 для Lumia 2520 после того, как выяснилось, что крышка его разъёма может отделиться и обнажить внутренние детали, представляя опасность поражения электрическим током при использовании. Хотя в США оно продавалось как аксессуар, оно шло в комплекте с европейскими моделями; в результате Nokia также приостановила продажи Lumia 2520 в Австрии, Дании, Финляндии, Германии, России, Швейцарии и Великобритании.

## Аппаратное обеспечение
В Lumia 2520 используется четырёхъядерный процессор Qualcomm Snapdragon 800 с частотой 2,2 ГГц, 2 ГБ оперативной памяти и поддержкой сетей LTE, а также 32 или 64 ГБ встроенной памяти, которую можно расширить до 64 ГБ с помощью карты MicroSD. Дисплей представляет собой 10,1-дюймовую (26 см) IPS-панель с разрешением 1080p и технологией Nokia "ClearBlack", покрытую стеклом Corning Gorilla Glass 2. Lumia 2520 также оснащён аккумулятором ёмкостью 8000 мАч, рассчитанным на 10 часов работы, 6,7-мегапиксельной камерой на задней панели, идентичной камере Lumia 720, портами micro HDMI и USB 3.0, а также фирменным док-разъемом. Аппаратный дизайн Lumia 2520 выполнен в поликарбонатном корпусе, схожем со стилем линейки смартфонов Lumia от Nokia, и доступен в красном, голубом, чёрном или белом цвете. Дополнительный док-разъем для клавиатуры, известный как "Power Keyboard", добавляет клавиатуру, подставку, два полноразмерных порта USB и дополнительный аккумулятор, рассчитанный на 5 часов работы.

## Программное обеспечение
Поскольку Lumia 2520 использует архитектуру ARM, а не x86, на нем установлена операционная система Windows RT 8.1. Он может запускать только приложения Windows Store и, как и все продукты Windows RT, предварительно загружен Microsoft Office RT. Как и все продукты Lumia, он поставляется с набором эксклюзивных приложений от Nokia, таких как специализированное приложение Nokia Camera, Here Maps, MixRadio, Storyteller и Video Director. В комплект также входит уникальная игра дополненной реальности DreamWorks Dragons Adventure.

## Прием
Lumia 2520 был выпущен под положительными отзывами; первые обзоры хвалили планшет за дисплей и дизайн, а также отмечали его производительность за заметное улучшение по сравнению с ранними устройствами Windows RT, такими как Surface первого поколения.
Engadget поставил Lumia 2520 79 баллов из 100, считая его "сильным" выходом на рынок Windows-планшетов, но критикуя ограничения Windows RT и скудный выбор приложений в Windows Store, тот факт, что не было модели без Wi-Fi, слишком "тесное" расположение клавиш клавиатурного дока, а подставка под планшет была раскритикована за то, что повторяет дизайн оригинального Microsoft Surface, который плохо подходит для использования «в лоб», поскольку имеет только один угол наклона. Однако Lumia 2520 похвалили за лёгкую сборку и относительно лучшую камеру по сравнению с другими планшетами (но при этом раскритиковали качество записи видео, назвав его второстепенным). Было отмечено, что время автономной работы устройства оказалось даже больше, чем заявляла Nokia, достигнув 13 с половиной часов воспроизведения видео при включённом Wi-Fi и 50% яркости дисплея. The Verge считает, что Lumia 2520 обладает лучшей производительностью, чем Microsoft Surface 2, и является более "портативным" благодаря поддержке LTE, но критикует док-станцию для клавиатуры за слишком большой вес и разделяет опасения по поводу выбора приложений для Windows Store. 